# Tasaki Perule FC
El Tasaki Perule FC (TASAKIペルーレFC?), fue un equipo de fútbol femenino de la ciudad de Kōbe, Japón. 
Fundado en 1976 como la sección femenina del amateur Kobe Football Club, fue adquirido por la empresa TASAKI en 1989 y renombrado Tasaki-Shinju Kobe Ladies.
El club disputó su primera temporada en la primera división en 1989, llamada JLSL. Ganó su primer título de la máxima categoría en la L-League de 2003.
El Tasaki, fue campeón de la Copa de la Emperatriz en 1999, 2002, 2003 y 2006.
Disputó su última temporada en la División 1 de la Nadeshiko League en 2008.

## Palmarés
| Competición nacional         | Títulos                | Subcampeonatos         |
| ---------------------------- | ---------------------- | ---------------------- |
| Nadeshiko División 1 (1/4)   | 2003                   | 2001, 2002, 2005, 2007 |
| Copa de la Emperatriz (4/4)  | 1999, 2002, 2003, 2006 | 2000, 2001, 2005, 2007 |
| Supercopa de Nadeshiko (1/1) | 2006                   | 2007                   |

## Nombres
- Kobe FC Ladies : 1976 - 1988
- Tasaki-Shinju Kobe Ladies : 1989 - 1990
- Tasaki Kobe Ladies : 1991 - 1992
- Tasaki Perule FC : 1993 – 2008